# Piazza Carlo Giorgini
Piazza Carlo Giorgini nota anche come Rotonda Giorgini è una piazza della città di San Benedetto del Tronto.
Luogo d'incontro e teatro degli eventi legati alla città è divenuta negli anni il punto di riferimento della San Benedetto turistica, oltre alle tre più importanti e famose manifestazioni cittadine: il carnevale, San Beach Comix e la mostra mercato dell'antiquariato l'Antico e le palme, vi si svolgono numerose manifestazioni culturali, sportive, musicali e teatrali.

## Storia
Alla fine degli anni venti l’ingegnere Luigi Onorati venne incaricato dall'amministrazione comunale di San Benedetto del Tronto di dotare la zona mare della città di una piazza e di un viale.
Il 18 settembre 1932 venne inaugurata Piazza Tommaso di Savoia. La piazza si presentava contornata da imponenti villini in stile Liberty, al centro della piazza venne costruita una grande fontana, ancora oggi simbolo e punto di riferimento della piazza, durante quel periodo l'area era aperta al traffico automobilistico, oggi isola pedonale, a pochi metri vi era la spiaggia cittadina.
Negli anni a seguire la piazza fu intitolata a Carlo Giorgini sindaco della città dal 1946 al 1956. Caratteristica della Piazza sono la forma a semicerchio con balaustre in cemento e le essenze arboree quali palme e olenadri.

## Galleria d'immagini

Piazza Carlo Giorgini e la fontana nel 1930.
Piazza Carlo Giorgini anni '30
piazza Carlo Giorgini anni '40
Vista dall'alto della piazza
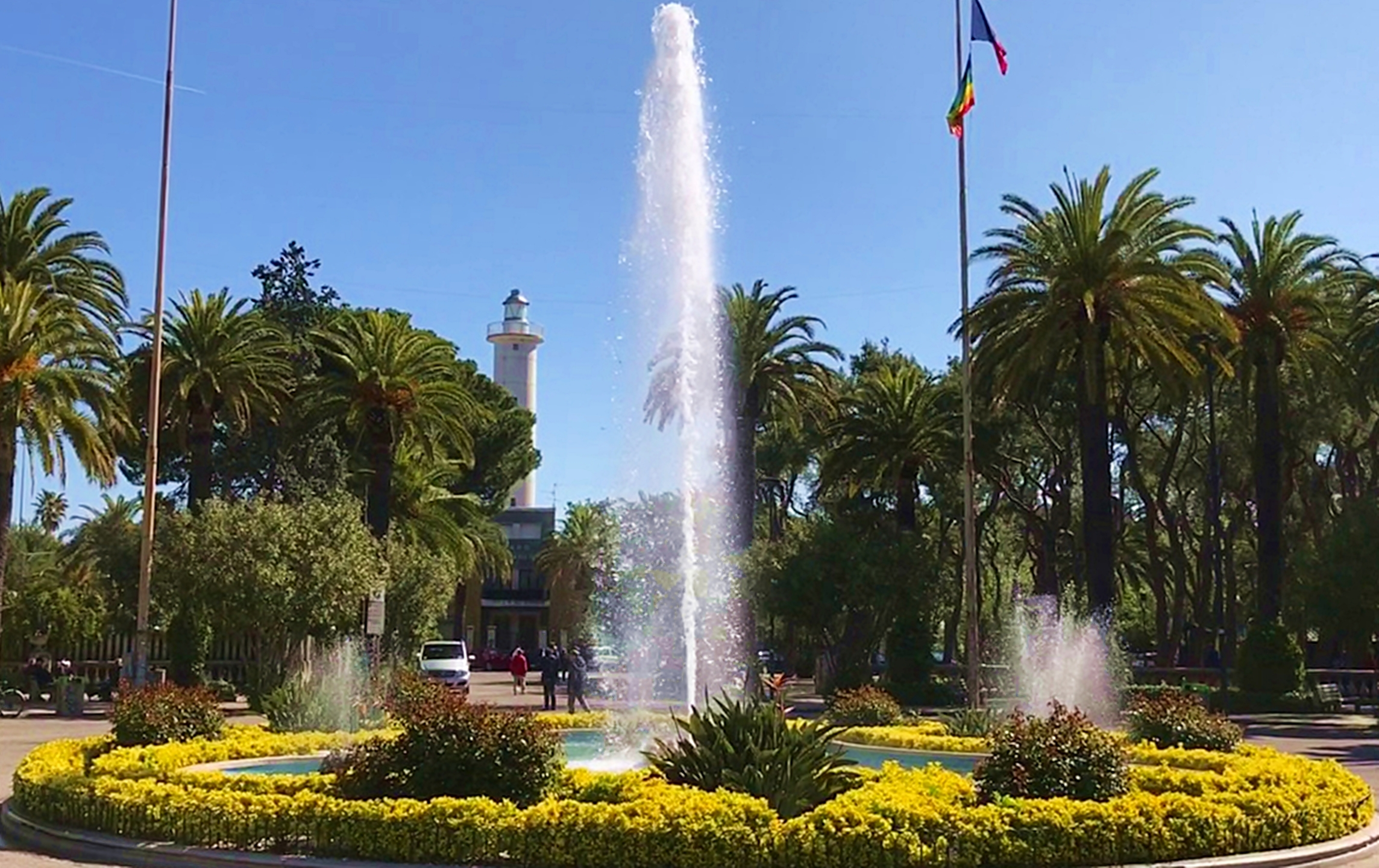
Fontana piazza C.Giorgini
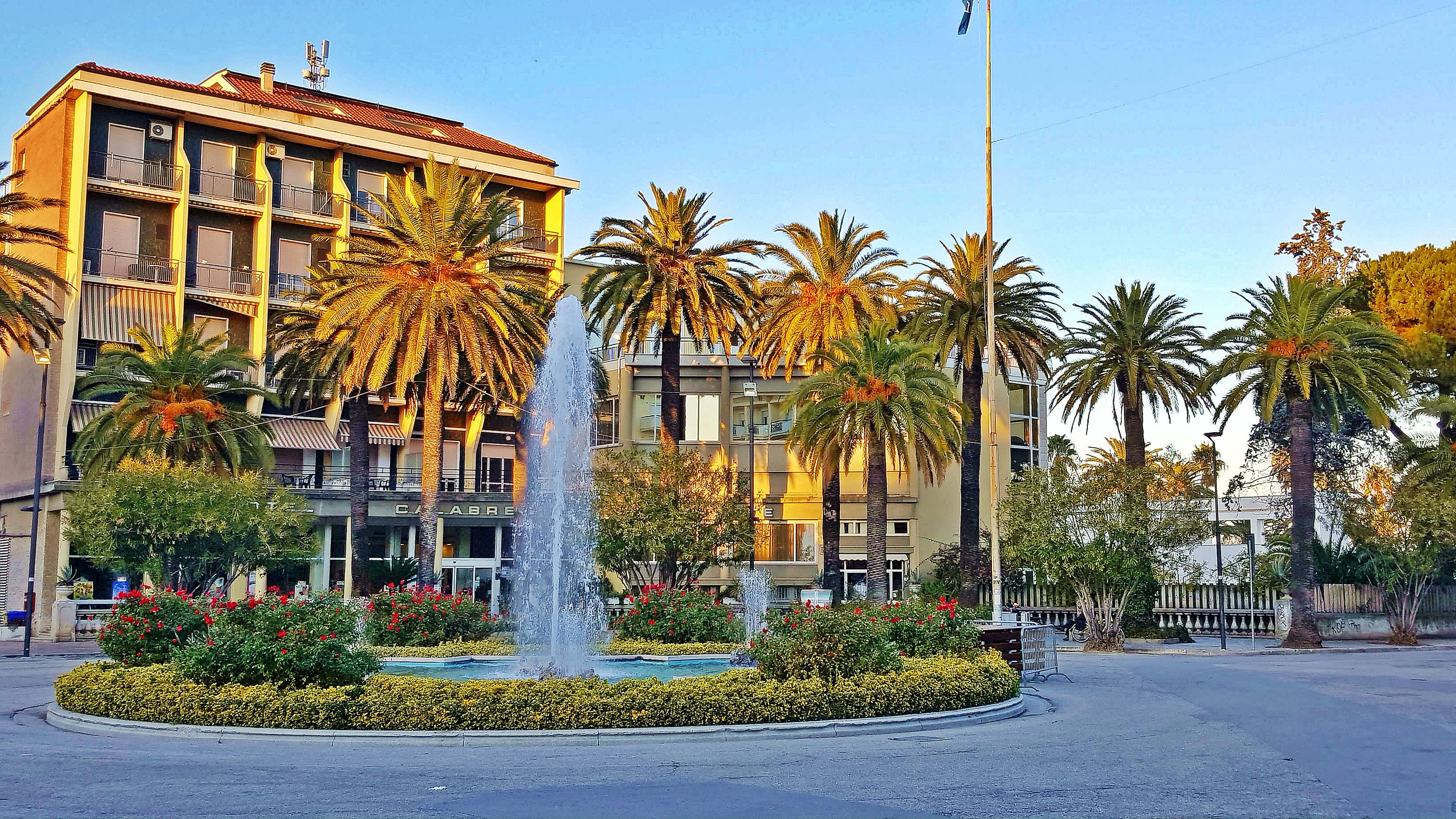
Piazza Giorgini lato nord
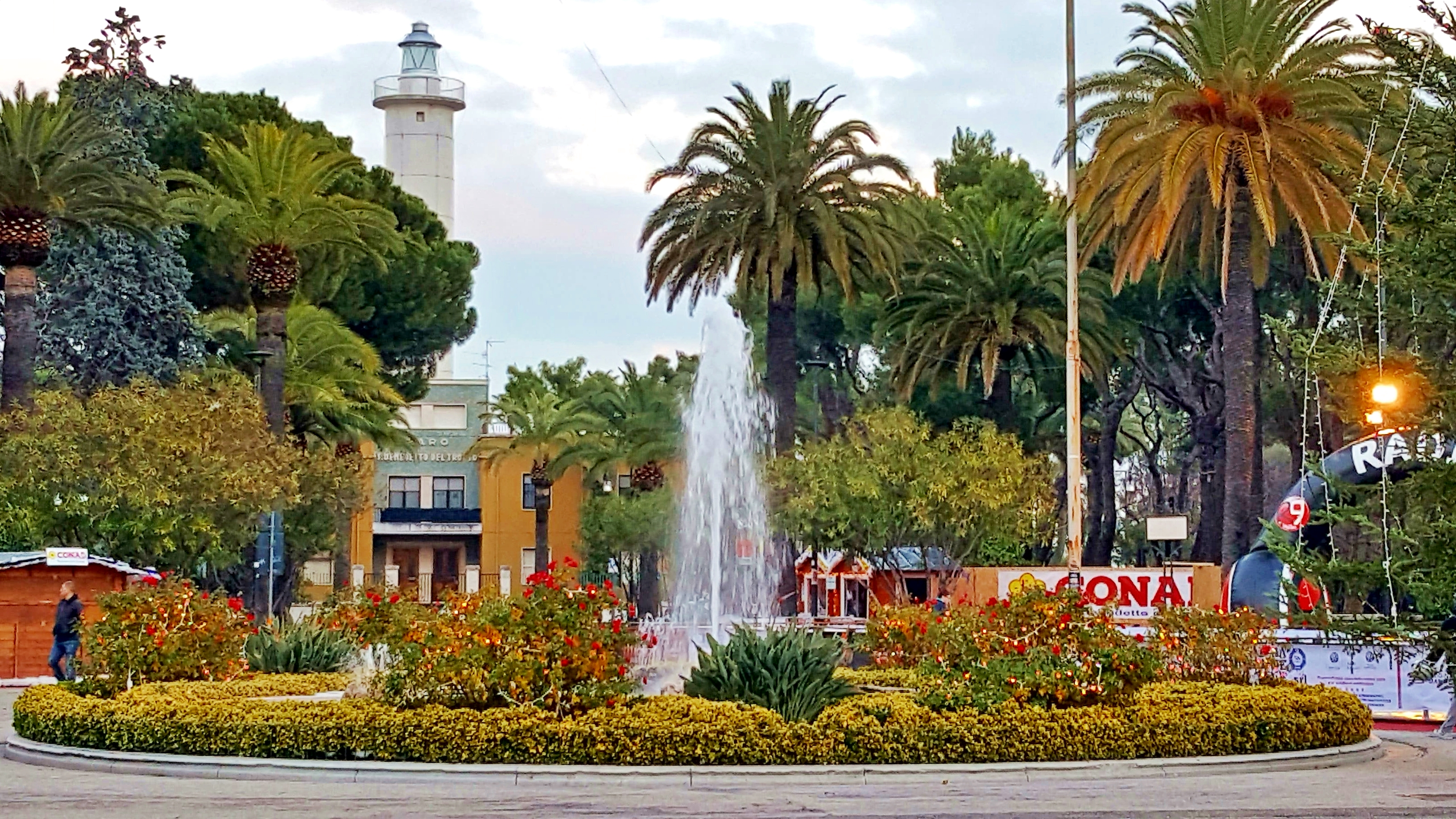
la piazza sullo sfondo il Faro